# 美秋里 8-1000
《美秋里 8-1000》（韓語：미추리 8-1000）為韓國SBS於2018年推出的綜藝節目，由曾製作《Running Man》等節目的鄭哲民PD製作，而由劉在錫主持，金相浩、姜其永、孫淡妃、林秀香、宋江、Jennie、張度練、梁世炯等人出演，8位嘉賓只知道是鄉村綜藝，以為「美秋里」是「美麗的秋天村莊」，殊不知其實一語雙關，在韓語可以解釋成另一種意思「追蹤神秘村莊」，節目全稱《美秋里 8-1000》的「8-1000」是8個人尋找1000萬的意思。節目設定在這個村莊的某處藏著1000萬韓元，嘉賓們需要去推理線索找到藏着1000萬韓元的地點，先找到且未被其他嘉賓檢舉的嘉賓即可一人獨享1000萬韓元。
第二季於2019年2月15日首播。兩季節目皆由愛奇藝台灣站跟播。

## 進行方式
1. 成員相見歡、行李檢查[註 1]、告知美秋里藏有現金一千萬韓元。
2. 成員煮飯/用餐、進行遊戲，過程中找尋一千萬韓元的提示線索。
3. 劉在錫解釋各提示的意義；若有成員成功破解線索而找到1000萬韓元，可選擇帶走或結轉。
  - 若選擇「帶走」：由全體成員投票找出找到1000萬韓元的人，若不幸被全體成員成功找出，則該找到1000萬元者不可帶走。
  - 若選擇「結轉」：由該找到1000萬元者，決定下一次的1000萬元藏的位置。
    - 若下一次未被其他成員發現，則可取回2000萬元。
    - 若下一次被其他成員發現，則由發現的成員得到1000萬元，自己則無法獲得任何錢。

## 各集內容
| 集數 | 播放日期       | 藏1000萬處     | 發現者   | 結果                                                                         |
| ---- | -------------- | -------------- | -------- | ---------------------------------------------------------------------------- |
| 1    | 2018年11月16日 | 小狗的狗链中   | 梁世炯   | 選擇直接拿走1000萬，但由於被全體成員投票成功找出，因此不能帶走1000萬元。     |
| 2    | 2018年11月23日 | 小狗的狗链中   | 梁世炯   | 選擇直接拿走1000萬，但由於被全體成員投票成功找出，因此不能帶走1000萬元。     |
| 3    | 2018年11月30日 | 針線盒的線軸裡 | 張度練   | 選擇結轉1000萬，由其決定1000萬元藏的新位置，全體成員下周繼續尋找1000萬元。   |
| 4    | 2018年12月7日  | 針線盒的線軸裡 | 張度練   | 選擇結轉1000萬，由其決定1000萬元藏的新位置，全體成員下周繼續尋找1000萬元。   |
| 5    | 2018年12月14日 | 橋墩上         | 無人發現 | 因本週無人發現2000萬元的地點，所以上週藏1000萬元的張度練，成功帶走2000萬元。 |
| 6    | 2018年12月21日 | 橋墩上         | 無人發現 | 因本週無人發現2000萬元的地點，所以上週藏1000萬元的張度練，成功帶走2000萬元。 |

## 收視率
以下紀錄《美秋里 8-1000》節目的收視率，紅色表示為該年度最高收視率，藍色則表示為該年度最低收視率。
| 集數 | 播出日期   | AGB全國收視率 | AGB全國收視率 |
| 集數 | 播出日期   | 1部           | 2部           |
| ---- | ---------- | ------------- | ------------- |
| 1    | 2018/11/16 | 3.1%          | 3.3%          |
| 2    | 2018/11/23 | 3.3%          | 3.3%          |
| 3    | 2018/11/30 | 3.4%          | 3.5%          |
| 4    | 2018/12/07 | 2.4%          | 3.0%          |
| 5    | 2018/12/14 | 2.9%          | 2.9%          |
| 6    | 2018/12/21 | 2.5%          | 2.8%          |

## 獲獎列表
| 年度   | 頒獎典禮    | 獎項               | 獲獎者 |
| ------ | ----------- | ------------------ | ------ |
| 2018年 | SBS演藝大獎 | 脱口秀部門最優秀獎 | 梁世炯 |

### 引見
1. ↑  . sedaily. 2018-10-01  [2018-10-04]. （原始内容存档于2018-10-04） （韩语）.
2. ↑  . soompi. 2018-10-01  [2018-10-04]. （原始内容存档于2018-10-04） （英语）.
3. ↑  . 韩娱汇. 2018-11-07  [2019-04-15]. （原始内容存档于2019-04-15） （中文）.
4. ↑  ZJM. . 韓星網. 2018-11-18  [2019-04-15]. （原始内容存档于2019-04-15）.（繁體中文）
5. ↑  . 韩娱汇. 2018-12-21  [2019-04-15]. （原始内容存档于2019-04-15） （中文）.
6. ↑  . 韩娱汇. 2018-11-09  [2019-04-15]. （原始内容存档于2019-04-15） （中文）.
7. ↑  안윤지.  [劉在錫XJennie SBS‘美秋里’ “9日→16日 首播延期”(官方聲明)]. MBN News. 2018-11-09  [2018-12-05]. （原始内容存档于2018-12-06） （韩语）.
8. ↑   [每日收視數據表]. (AGB).   [2019-04-15]. （原始内容存档于2017-03-17） （韩语）.
9. ↑   [電視收視數據表] (Daum).   [2019-04-15]. （原始内容存档于2022-01-13） （韩语）.

## 外部連結
- 官方網站 （页面存档备份，存于）
- 美秋里 8-1000 NAVER